# Круд
„Круд“ (на английски: The Croods) е американски компютърно анимиран филм от 2013 г. Филмът излиза на екран на 21 март 2013 г. в САЩ, а в България на 29 март 2013 г. Като част от сделка за разпространение, това ще бъде първия филм от DreamWorks Animation да се разпространява от 20th Century Fox, след напускането на Paramount Pictures през 2012 г.

## Сюжет
Оцеляването в праисторически времена е достатъчно трудна задача, но за пещерняка Груг положението се усложнява още повече след като земетресение го принуждава да изостави единствения живот, който познава. Заедно със семейството си, той се впуска в опасно пътешествие през един непрекъснато променящ се свят в търсене на нов дом. Ситуацията се усложнява още повече, когато по-голямата дъщеря на Груг си пада по странстващ младеж, с който се запознават по време на страстванията си. Този странен, изобретателен младеж, вечно търсещ нещо ново, се сблъсква с винаги разчитащия на традициите на миналото Груг.